# 福本邦雄
福本 邦雄（ふくもと くにお、1927年1月5日 - 2010年11月1日）は日本の実業家、画商、政治活動家、元日本共産党員。第2次岸内閣の内閣官房長官秘書官、自由民主党政調会長秘書等を務める。戦前の日本共産党指導者・福本和夫の長男。絵画商人という表の顔から政界や財界や暴力団といった裏社会の深部に入りこんで暗躍した。「政界最後のフィクサー」とも呼ばれた。

## 人物・来歴
神奈川県鎌倉市出身。20代で共産党に入党するが党内対立で除名となる。東京大学経済学部卒業。1951年に産業経済新聞社入社。政治部記者となるはずだったが、前歴を考慮され、調査研究室に配属となり特集ページの編集を担当。またその傍ら、社命で軍事評論家の天川勇のもとに赴き、「天川機関」の収集した国際情報の翻訳作業にもあたる。その後、産経が日本工業新聞を復刊することとなったため、その編集局詰めの遊軍記者となる。
産経の社長が前田久吉から水野成夫に代わってからしばらくした後、入社時の保証人の1人であった水野から第2次岸内閣が発足するに当たって、岸信介と椎名悦三郎から名指しで秘書官に出してほしいと言われた。ついては出向して秘書官になって欲しいと要請され、椎名の官房長官秘書官（1959年6月～1960年7月）、自民党政調会長秘書役（1960年7月～同年12月）、通産大臣秘書官（1960年12月～1961年7月）、を務め政界に人脈を築く。
1960年、岸から安保闘争での自衛隊出動の検討と要請を受けた椎名と赤城宗徳に、水野とともに反対するよう働きかけた。また樺美智子の圧死事件では、人が死ねば大衆行動は手がつけられなくなる。閣議を開き、追悼声明を出すべきと椎名に進言。福本の口述を産経の政治部長の吉村克己（のち、フジテレビ専務）が「女子学生の死を悼む」としてまとめ、椎名がそれを持ち首相官邸に急行。深夜に閣議を招集した。だが発表された政府声明は、池田勇人通産相、佐藤栄作蔵相ら強硬派の主張を入れたため、文面は福本が口述したものとは似ても似つかねものになっていた。またこの闘争の渦中、椎名に当時の財界主流派から呼び出しがかかった。代理で福本が出向くと、日本興業銀行副頭取の中山素平、日興証券副社長の湊守篤、富士銀行副頭取の岩佐凱実らが陣取っており、その席で「岸は退陣。アイクは訪日中止。これは資本の総意だ」と告げられる。この後、岸は米大統領訪日の延期を決め、安保条約の自然成立を見届け退陣を表明した。
椎名が通産相をやめてから産経に復帰しようとするが、福本が派閥の資金関係を担当していたことや岸との関係も良いため、椎名が復帰に反対。
また、水野からも「新聞社に戻すと社内がゴタゴタ揉める」と言われた。このため、独立して椎名に会長、水野には相談役に就任してもらって、1961年にPRエージェント会社「フジ・コンサルタント」、次いで画廊の「フジ・アート」、さらには「フジ出版社」も創業し経営にあたる。1991年に発覚するイトマン事件では、大阪地検特別捜査部の調べから、関西闇社会のドン・許永中が、イトマンに高値で買い取らせた絵画の一部を、福本のフジ・アートから購入していたことが判明している。
中曽根康弘、竹下登、宮澤喜一、安倍晋太郎、渡辺美智雄、中川一郎のようなニューリーダーと呼ばれた政治家の政治団体代表兼会計責任者を務めた。なかでも竹下とは竹下の母唯子が女学校時代に、福本の父の和夫が旧制松江高校に赴任した際に、教えを受けるなど縁が深く、竹下が佐藤内閣の内閣官房副長官に抜擢されると小松製作所社長の河合良一と共に事務局を務める「竹下会」を結成。同会は竹下が首相になってからも続いた。このほか竹下関連では「登会」も作った。
1986年に平和相互銀行事件に絡み金屏風の売買で、政界に巨額の資金が流れたとされる疑惑が持ち上がった際には、福本の名も取りざたされた。この件を福本はオーラル・ヒストリー『表舞台 裏舞台―福本邦雄回顧録』で「金屏風事件というのは、実際に全く架空の話、私が関わっていると言う。冗談じゃない。」と述べている。
1989年、京都銀行頭取と京都自治経済協議会理事長の山段芳春から、簿外債務の処理に許永中を引き込んでいた京都新聞グループのKBS京都（近畿放送、現・京都放送）の難問の解決に手を貸してほしいと頼まれた。当時、仕手筋などに株を買い占められていた京銀の問題を巡って一時、山段と許は緊張関係にあり、防戦のために山段が中央政界に顔が利く福本をKBS京都社長に招請。またそれに竹下の女婿・内藤武宣も従い常務社長室長に就任した。社長に就くと福本は山段が描いていたKBSを正常化したら京都新聞に合併させるとの構想に沿って動き出す。だが、KBS前社長がイトマン事件に絡んで、ダイエーファイナンスから受けた融資の担保に社屋や放送機材が設定されていたことが判明。福本は放送免許返上も辞さない構えを見せるが、労組の猛反発を呼ぶ。これによって、1991年6月にイトマン事件で強制捜査を受けた後の株主総会で社長を辞任した。
1997年、 竹下が最高顧問を務めた「三宝会」の事務局長役を務める。同会に参加を許された政治家は将来の総理候補といわれ、小渕恵三、亀井静香、与謝野馨、藤井孝男、野中広務、中尾栄一、鈴木宗男、谷垣禎一等の顔ぶれが揃い、財界からはNECの関本忠弘会長、日産自動車の塙義一会長、JR東日本の松田昌士会長らが参集した。また、許や周防郁雄、松井章圭と共に赤坂東急ホテル内の葡萄亭ワインセラーで定期的に会合を持った。
2000年、中尾栄一元建設相が収賄容疑で逮捕された若築建設事件では、特捜部に中尾が同社から受け取った6000万円のうち、1000万円を仲介した疑いで受託収賄罪の容疑で逮捕される。しかし、起訴猶予処分で釈放となる。
友人の渡邉恒雄が名著として評判となった『派閥 保守党の解剖』を弘文堂から著した際、それに追随して福本も『官僚』を上梓した。また、短歌や文芸評論の著作を持ち、月刊雑誌『選択』では短歌評論の連載を持った。
2010年11月1日、敗血症のため死去。

## 福本が立ち上げた勉強会
- 大雄会（大平正芳）
- 南山会（中曽根康弘）会名は陶淵明の詩「採菊東籬下 悠然見南山」（『飲酒二十首』其の五）に由来[14]。
- 竹下会、登会（竹下登）
- 俯仰会（宮澤喜一）会名は宮沢の外祖父の小川平吉が著した詩集『間居間語 射山居士』で、孫の喜一が満州を旅行する際に作った詩に由来[22]。
- 晋樹会（安倍晋太郎）
- 中一会（中川一郎）
- 轟会（渡辺美智雄) 会名は渡辺が車引き（行商人）であったため、馬力があるのだから轟くほうがいいのではないかとして命名[23]。
- 亀鑑会（亀井静香）会名は亀井に、もって人の鑑になるように行動を慎んでほしいとして命名[23]。
- 早蕨会（古賀誠）会名は『万葉集』の「石走る垂水の上の早蕨の萌え出づる春になりにけるかも」（巻八 志賀皇子）に由来。早蕨のようにこれから春が来る。古賀は心配りが緻密で、調整役の政治家に育てようとの竹下の提案に基づき結成[23]。
- 蕩蕩会（谷垣禎一）

## 著書
- 『眼がさめたらこうなっていた 日本産業見聞記』 東洋書館、1956年。
- 『日本の花形会社』東洋書館、1957年。
- 『学閥人間閥資本閥』知性社、1959年。
- 『官僚』弘文堂、1959年。
- 『ビジネスマン出世の法則』講談社、1964年。
- 『危所に遊ぶ』フジ出版社、1979年
- 『水に記された文字』フジ出版社、1987年。ISBN 4892260738
- 『暁闇―歌集』フジ出版社、1987年。ISBN 4892260746
- 『遥かに遠くをみつめて』フジ出版社、1987年。ISBN 4892260762
- 『挿頭花』フジ出版社、1988年。 ISBN 4892260789
- 『燃焼―人生に於ける白熱のとき』フジ出版社、1990年。ISBN 4892260797
- 『眼を開いてみる夢―写実と抒情のはざまで』フジ出版社、1992年。ISBN 4892260800
- 『外へ向かう眼内へ向かう眼―写実の探求とそれへの反逆』フジ出版社、1995年。ISBN 4892260819
- 『炎立つとは むかし女ありけり』 講談社、2004年。ISBN 4062123940
- 『表舞台 裏舞台―福本邦雄回顧録』 講談社、2007年。ISBN 4062137607。伊藤隆・御厨貴によるインタビュー回想